# Der Kommissar (canción)
«Der Kommissar» (en español: El comisario) es una canción del género pop rap en alemán del músico austríaco Falco de su álbum debut, Einzelhaft, del año 1982. Originalmente fue escrita por el productor Robert Ponger para el cantante alemán Reinhold Bilgeri.

## Historia
Bilgeri la rechazó por sentirla demasiado liviana para su estilo musical, así que Falco trabajó en la canción para adaptarla para sí mismo.
Para ello incluyó el tema "Helden von heute" como el lado A del sencillo, pero la compañía discográfica consideró que debía ser la principal, debido a que sintieron que tenía mucho más potencial.
La misma compañía decidió entonces que el disco sería de dos caras A, lo cual les confirmó su éxito al alcanzar Der Kommissar (“El comisario”) el número uno en los países de habla alemana en enero de 1982. Después de dicho éxito, los productores decidieron lanzar el sencillo con un solo lado A en otros países europeos.
En Estados Unidos y el Reino Unido, el éxito del tema de Falco no se repitió, aunque tuvo gran éxito al topar las listas a través de Europa y Escandinavia durante la primavera y verano de 1982.
En el verano de ese mismo año, la banda británica “After the Fire” (ATF) grabó la pieza en idioma inglés, con una base rítmica casi idéntica (aunque ligeramente más rápida y con teclados), a la que llamó de la misma forma “Der Kommissar”, con una letra radicalmente distinta. Con dicha versión lograron un sorprendente número 5 en la lista de la revista Billboard el 22 de febrero de 1983, el único tema con el que serían realmente conocidos en América.
Debido al éxito de dicha versión, a través de la promoción de muchas cadenas radiales e incluso en MTV, es común que muchas personas consideren a “Der Komissar” como un tema New Wave original de After The Fire. Muchos Djs y algunos radioescuchas no le han dado el crédito merecido a Falco, básicamente en el continente americano.
De hecho las únicas líneas del tema original fueron "uh-oh" y "Alles klar Herr Kommissar” ("todo claro, señor comisario") y su nueva letra es atribuida a su vocalista Andy Piercy.
After The Fire para esa época realizó un tour junto a Van Halen, aunque anunciaron su separación una vez terminada la gira de conciertos y luego de concluir la grabación de un nuevo y último álbum en diciembre de 1982, en la que se incluyó la referida canción. 
La compañía discográfica de la agrupación, CBS, les planteó un regreso que no aceptaron, debido a los problemas de tipo personal que sufrían a lo interno, luego de diez años de existencia.
Aprovechando el éxito de Der Komissar, la cantante pop Laura Branigan comenzó a trabajar en su segundo álbum y grabó una nueva versión sobre la misma melodía y arreglo musical, aunque la llamó "Deep In The Dark", justo en el mismo momento en la que la versión de After The Fire escaló a la lista de los diez primeros y en la cadena de televisión MTV en Estados Unidos.
Aunque la versión de Falco nunca tuvo una trascendencia real en listas en ese país, su relanzamiento en algunos estados produjo ventas aceptables, aunque por su lenguaje alemán siempre fue una limitante para llegarle más al público estadounidense, más familiarizado con la versión de After the Fire.
Por dicho motivo, nunca superó la posición #78 (en contraposición, en Canadá, el tema de Falco llegó a ser #11, mientras que la versión de After The Fire fue #12.)

## El sencillo de Falco
Der Kommissar/Helden von heute  es el sencillo doble A que lanzó originalmente Falco en Austria y Alemania en diciembre de 1981. Der Komissar llegó a los primeros puestos en muchos países. Su otro tema de tipo pop rock “ Helden von heute" (traducido "héroes de hoy"), es un tributo a la canción "Heroes", de David Bowie.
Fue grabada en Berlín, Alemania, donde el músico se encontró con Bowie, que ya había grabado sus canciones Heroes y Low, producidos por Brian Eno.
En el vídeo oficial para "Der Kommissar”, Falco aparece con anteojos oscuros y huye de la policía, mientras se observan algunos vehículos policiales en el fondo.
Es un rap con una base musical muy repetitiva y está interpretado totalmente en alemán, el cual trata sobre el consumo de drogas, combinando rap con estribillos cantados.
"Der Kommissar (“El comisario”) sólo llegó al puesto #74 en el US-Cash Box Charts en 1983 y nunca ingresó a listas del Reino Unido, aunque Falco irrumpió con su mayor hit en ambos países dos discos después con "Rock Me Amadeus" y "Vienna Calling" en 1986.
Remixes del tema grabados sin fecha fueron lanzados por Falco en 1991, 1998 y póstumamente en 2008.

## Otras versiones y tributos
- After the Fire la grabó a finales de 1982 en idioma inglés y llegó al número 5 en listas de Estados Unidos.
- Laura Branigan hizo su propia versión con "Deep in the Dark" de su álbum Branigan 2 en 1983 con otra letra en inglés, utilizando la misma melodía.
- The Certainlies
- Erste Allgemeine Verunsicherung
- Gimme 5
- Lajos Túri's Hungarian la llamó en su versión "A felügyelő"
- Matthew Gonder hizo una versión en 1982 en idioma francés.
- Option 30
- La banda brasileña Comunidade Nin-jitsu interpretó unas líneas en su sencillo "Rap do Trago".
- La canción a menudo la interpretó Tim Pope en varios eventos de Karaoke.

## Posiciones en listas

### Versión de Falco
| Año (1981/1982)           | Máxima posición |
| ------------------------- | --------------- |
| Austrian Singles Chart    | 1               |
| Canadian Singles Chart    | 11              |
| France Singles Chart      | 1               |
| German Singles Chart      | 1               |
| Italy Singles Chart       | 1               |
| Japan Singles Chart       | 1               |
| Norway Singles Chart      | 3               |
| Netherlands Singles Chart | 18              |
| UK Singles Chart          | 9               |
| New Zealand Singles Chart | 4               |
| Russian Singles Chart     | 1               |
| Spain Singles Chart       | 1               |
| Swedish Singles Chart     | 4               |
| Swiss Singles Chart       | 2               |
| U.S. Billboard Hot 100    | 72              |

### Versión de After the Fire
| Año (1983)                  | Máxima posición |
| --------------------------- | --------------- |
| Canadian Singles Chart      | 12              |
| South African Singles Chart | 2               |
| UK Singles Chart            | 47              |
| U.S. Billboard Hot 100      | 5               |

- Datos: Q1194892